# Hepsisau
Hepsisau ist ein Ortsteil der Stadt Weilheim an der Teck im Landkreis Esslingen in Baden-Württemberg.

## Geographie
Hepsisau liegt im Zipfelbachtal (Lindach) direkt am Albtrauf, etwa vier Kilometer südlich von Weilheim an der Teck. Der höchste Punkt der Markung ist der Spitze Felsen am Albtrauf mit 746 m, der tiefste Punkt das Zipfelbachtal mit 425 m. 
Nachbarorte sind Bissingen an der Teck im Westen und im Süden der Ortsteil Ochsenwang und Neidlingen im Osten. Die Stadt Weilheim an der Teck liegt nördlich. 

## Geschichte

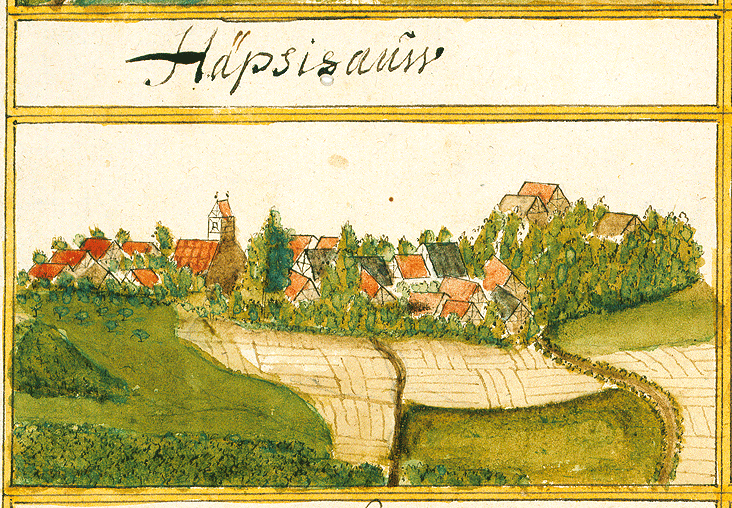
Hepsisau 1683 im Forstlagerbuch von Andreas Kieser

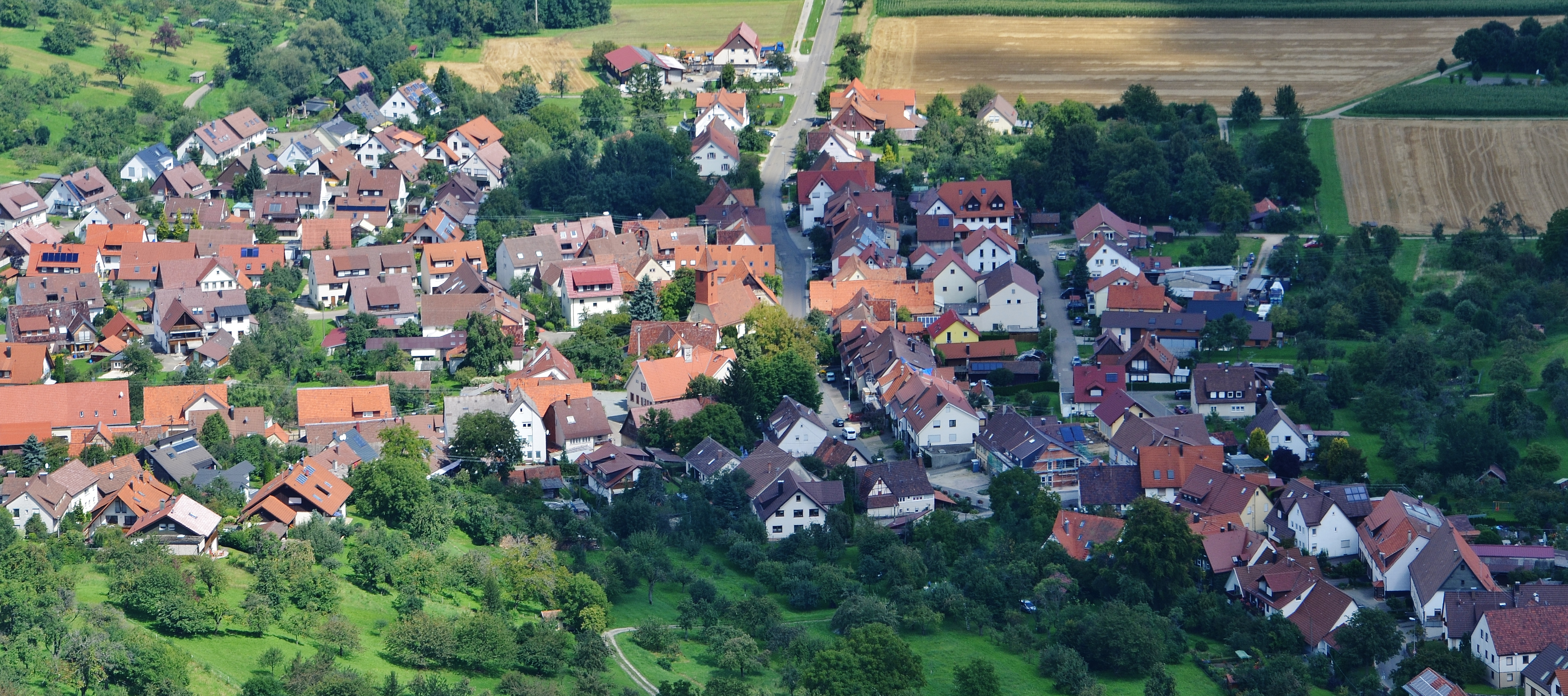
Hepsisau

Der Ort wurde 1504 erstmals schriftlich erwähnt. Im Spätmittelalter trug Hepsisau die Stadtherrschaft von Weilheim an der Teck. Hepsisau teilte damit das Schicksal von Weilheim und ging von den Grafen von Aichelberg über die Grafen von Kirchberg 1334/36 an Württemberg über.
Die Familie der Herren von Hepsisau scheint um die Mitte des 13. Jahrhunderts ausgestorben zu sein und wurde von den Herren von Neidlingen beerbt. Marquard von Neidlingen erbaute vor 1287 die Burg Lichteneck. Die Burg war bis ungefähr 1400 bewohnt und zerfiel dann.
Der Dreißigjährige Krieg brachte 1634 nach der Schlacht bei Nördlingen auch für Hepsisau schwere Zeiten. Von ursprünglich rund 350 Einwohnern blieb nur ein starkes Drittel übrig. Erst um 1770 hatte der Ort wieder die Einwohnerzahl von vor dem Krieg erreicht.
Kirchlich gehörten die Hepsisauer bis 1846 zu Weilheim. Eine Kapelle war bereits seit 1479 vorhanden. 1846 wurde Hepsisau eine eigene Pfarrei.
Wie Weilheim kam Hepsisau 1938 bei der Kreisreform während der NS-Zeit in Württemberg vom Oberamt Kirchheim zum Landkreis Nürtingen.
Am 1. Januar 1972 wurde Hepsisau nach Weilheim an der Teck eingemeindet.

## Politik

### Ortschaftsrat
Der Ortschaftsrat des Teilorts Hepsisau besteht aus 8 Mitgliedern. Den Vorsitz führt Ortsvorsteher Wolfgang Loser.

### Wappen
Die offizielle Blasonierung des Wappens lautet: In Blau ein goldener Schrägrechtsbalken, belegt mit einem natürlichen Kirschenzweig. Das Wappen wurde 1952 angenommen und zeigt die Heroldstücke aus dem Wappen der ausgestorbenen Ortsadelsfamilie von Lichteneck. Der Kirschenzweig weist auf den Obstbau hin.

### Einwohnerentwicklung
| Stichtag | Einwohnerzahl |
| -------- | ------------- |
| 1834     | 550           |
| 1861     | 485           |
| 1885     | 546           |
| 1919     | 544           |
| 1939     | 461           |
| 1950     | 736           |
| 1961     | 734           |
| 1970     | 759           |
| 2007     | 770           |

## Öffentliche Einrichtungen
In Hepsisau gibt es einen kommunalen Kindergarten. Die Feuerwehr Hepsisau ist als Löschzug drei eine Abteilung der Freiwilligen Feuerwehr Weilheim. Daneben besteht mit der Zipfelbachhalle eine Versammlungsstätte für bis zu 220 Personen.
Im Dorfbackhaus wird nach traditioneller Art Holzofenbrot gebacken. Oberhalb des Ortes an der Straße nach Ochsenwang unterhält der Landkreis Esslingen mit dem Schullandheim Lichteneck eine Erholungs- und Seminareinrichtung für Schulklassen und Vereinsgruppen.

## Vereine
Das „Dorfleben“ wird auch von den Hepsisauer Vereinen geprägt. Diese sind neben der Feuerwehrabteilung Hepsisau, der Männerchor Hepsisau (1910), der Landfrauenverein Hepsisau, der Obst- und Gartenbauverein, die Pfadfindergruppe (1952), der Hepsisauer Motorsportverein (1975) und die Ortsgruppe des Schwäbischen Albvereins. Viele Veranstaltungen, die über das Jahr verteilt stattfinden (wie zum Beispiel das Dorffest am ersten Sonntag im September), werden in Zusammenarbeit mit den jeweiligen Vereinen organisiert.

## Verkehr
Durch Hepsisau verläuft die Landesstraße L 1212, die von der L 1200 (Weilheim-Neidlingen) abzweigt und zur B 465 bei Schopfloch führt.

## Persönlichkeiten
- Martin Domke (1911–2005), ehm. Künstler, lebte und arbeitete in Hepsisau